# Steinsoultz
Steinsoultz – miejscowość i gmina we Francji, w regionie Grand Est, w departamencie Górny Ren.
Według danych na rok 1990 gminę zamieszkiwało 606 osób, a gęstość zaludnienia wynosiła 149 osób/km² (wśród 903 gmin Alzacji Steinsoultz plasuje się na 405. miejscu pod względem liczby ludności, natomiast pod względem powierzchni na miejscu 554.).